# Suncor Energy Centre
El Suncor Energy Centre, antiguamente Petro-Canada Centre, es un proyecto de 181 000 m² compuesto de dos torres de oficinas de 32 y 53 plantas, revestidas con granito y  vidrio reflectante, situadas en el centro financiero de downtown Calgary, Alberta, Canadá. Con 215 m (medidos a la cima de la estructura), la torre oeste es el octavo edificio más alto de Canadá y el segundo más alto fuera de Toronto, habiendo sido sobrepasado por el vecino The Bow el 8 de julio de 2010. Las torres de oficinas abarca 1.702.000 pies cuadrados (158.000 m²) de espacio de oficinas alquilable. El complejo también contiene 243.000 pies cuadrados (23.000 m²) de comercios y aparcamiento subterráneo. Un pasadizo elevado acristalado (parte del sistema +15) provee albergue, y acceso fácil a los edificios cercanos.
El edificio era llamado con frecuencia Red Square en sus primeros años, una referencia irónica a su principal ocupante Petro-Canada, que era una Crown Corporation en el momento. Petro-Canada ha sido desde entonces privatizada y en 2009 fue adquirida por Suncor Energy.

## Principales inquilinos
Los principales inquilinos del Suncor Energy Centre incluyen Suncor Energy Inc., Precision Drilling Corporation, Taqa North, Direct Energy, PricewaterhouseCoopers y Weatherford Canada.

## Galería de imágenes

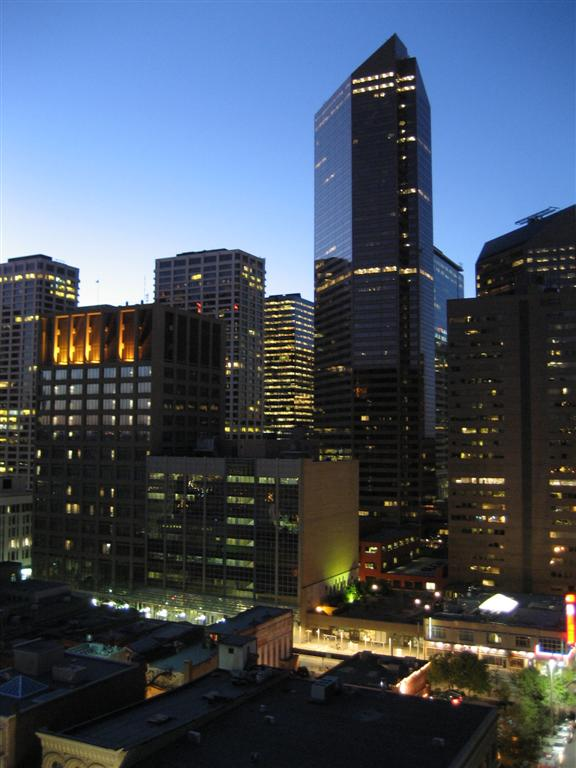
Suncor Energy Centre West Tower al atardecer
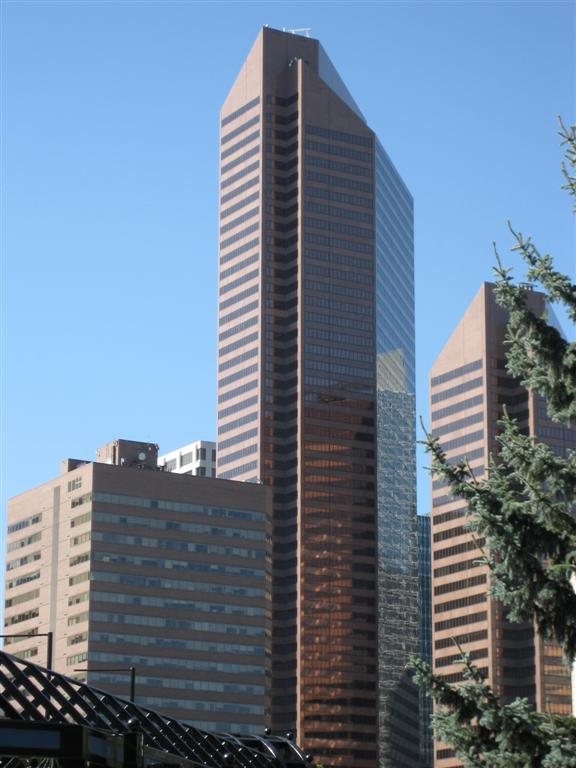
Suncor Energy Centre West Tower
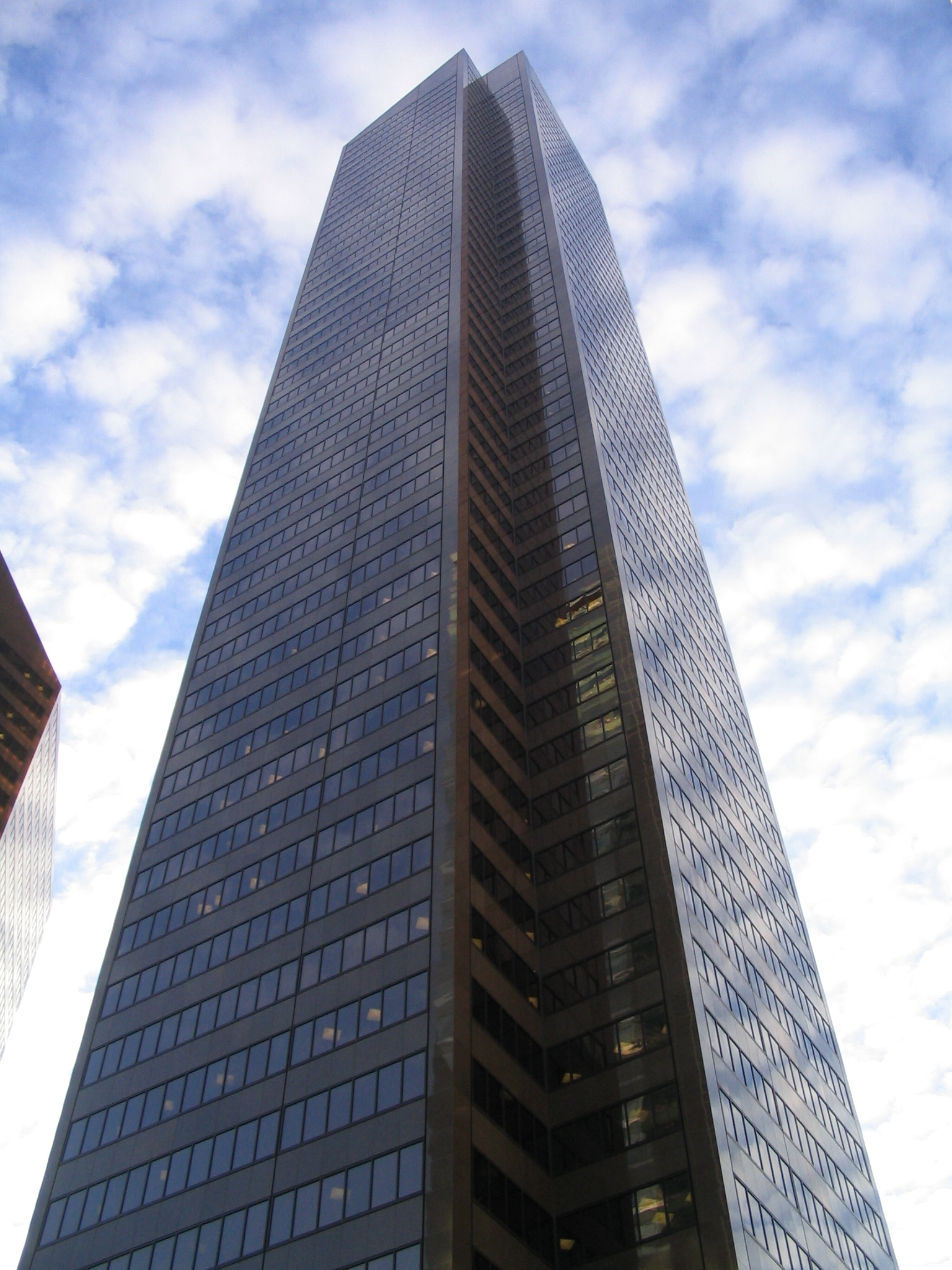
Suncor Energy Centre West Tower